# Salt for Zombies
Salt for Zombies es el quinto álbum de estudio de la banda de garage rock norteamericana The Fuzztones, publicado en 2003.

## Lista de canciones
| N.º | Título                                                    | Duración |  |
| 1.  | «My Brother the Man» (Proctor, Talton)                    | 2:12     |  |
| 2.  | «Get Naked» (G. Callaghan, Rudi Protrudi)                 | 3:26     |  |
| 3.  | «Face Of Time» (R. Dees, T. Horricks)                     | 3:05     |  |
| 4.  | «Be Forewarned» (Macabre)                                 | 3:53     |  |
| 5.  | «Johnson In A Headlock» (R.Protrudi, O'Nair, Arrigada)    | 3:33     |  |
| 6.  | «This Sinister Urge» (R.Protrudi, Arrigada)               | 3:56     |  |
| 7.  | «Black Lightning Light» (The Shy Guys)                    | 7:09     |  |
| 8.  | «Idol Chatter» (A. Kusten)                                | 4:55     |  |
| 9.  | «Hallucination Generation» (R.Protrudi)                   | 3:40     |  |
| 10. | «A Wristwatch Band» (Boss Tweeds)                         | 3:40     |  |
| 11. | «Group Grope» (Ed Sanders)                                | 2:48     |  |
| 12. | «Don't Blow Your Mind» (Dennis Dunaway, Vincent Furnier)  | 3:35     |  |
| 13. | «What Ever Happened To Baby Jesus?» (Lincoln Street Exit) | 10:34    |  |